# WISE 0855–0714
WISE 0855–0714 (plným označením WISE J085510.83–071442.5) je podhvězdný objekt – hnědý podtrpaslík nebo toulavá planeta – vzdálený 2,23 parseků (7,27 světelných let) od Země. Jde o nejchladnější známý hvězdný objekt ve vesmíru.

## Charakteristika
Objev WISE 0855–0714 byl oznámen v dubnu 2014 týmem Kevina Luhmana, který použil data z družice Wide-field Infrared Survey Explorer (WISE).

### Fyzikální vlastnosti
Jeho teplota byla matematickými modely učena na 225 až 260 K (tj. asi −50 až −15 °C), což z něj činí nejchladnější hvězdný nebo podhvězdný objekt ve vesmíru.
Hmotnost WISE 0855–0714 byla stanovena na 3–10 hmotností Jupitera, což je méně, než jaká je minimální hmotnost hnědých trpaslíků (13 hmotností Jupitera). Musí se tedy podle toho jednat buď o hnědého podtrpaslíka, nebo o toulavou planetu.